# Gerenzano
Gerenzano – miejscowość i gmina we Włoszech, w regionie Lombardia, w prowincji Varese.
Według danych na rok 2004 gminę zamieszkiwały 9014 osoby, 1001,6 os./km².